# Ozma
Ozma – druga płyta studyjna zespołu Melvins wydana w 1989 roku przez firmę Boner Records. 

## Lista utworów

### Strona Pierwsza
1. "Vile" 3:47
2. "Oven" 1:28
3. "At a Crawl" 2:46
4. "Let God Be Your Gardener" 1:52
5. "Creepy Smell" 2:04
6. "Kool Legged" 2:48
7. "Green Honey" 1:13
8. "Agonizer" 1:40

### Strona Druga
1. "Raise a Paw" 1:11
2. "Love Thing" Criss, Frehley, Simmons, Stanley 1:17
3. "Ever Since My Accident" 1:30
4. "Revulsion/We Reach" 6:21
5. "Dead Dressed" 2:07
6. "Cranky Messiah" 1:25
7. "Claude" 1:15
8. "My Small Percent Shows Most" 0:58

## Twórcy
- Buzz Osborne – wokal, gitara
- Dale Crover – perkusja
- Lori Black – gitara basowa
- Mark Deutrom – producent
- Joshua Roberts –inżynier
- Chris Dodge – okładka